# Сикура, Иосиф Иосифович
Иосиф Иосифович Сикура (1932—2015) — советский и украинский учёный, доктор биологических наук, профессор; действительный член Академии экологических наук Республики Молдова, член Венгерской академии наук.
Автор многих научных работ.

## Биография
Родился 7 декабря 1932 года в Мукачево в Закарпатье в семье рабочих Иосифа Сикуры и Розалии Хорват.

### Образование
С сентября 1938 года учился в закрытой римско-католической школе, уже при советской власти окончил седьмой класс Мукачевской школы № 2 с преподаванием на украинском языке. Продолжил обучение в Мукачевском сельскохозяйственном техникуме на отделении виноградарства и виноделия, который окончил с отличием. В 1950 году Иосиф Сикура поступил на биологический факультет Ужгородского государственного университета (ныне Ужгородский национальный университет), который окончил по специальности биолога-ботаника, учителя биологии-химии средней школы.

### Деятельность
По окончании вуза работал учителем Лютянской средней школы Великоберезнянского района Закарпатской области, затем — был назначен методистом областной станции юннатов в Ужгороде.
С 1957 года Сикура работал старшим геоботаником почвенно-исследовательской партии Ужгородского государственного университета, изучал природные луга и пастбища области. С 1959 года работал заведующим университетским горным стационаром на Полонине-Руна.
Иосифом Сикурой было организовано и осуществлено 6 научно-исследовательских экспедиций в разные горные и пустынные районы Средней Азии и Казахстана (Тянь-Шань, Памиро-Алай, Джунгарский Алатау, пустыни Муюн-Кумы, Кара-Кумы, Кызыл-Кумы, Туркмено-Хорасанские горы). Результатом его научно-исследовательской работы стала кандидатская диссертация на тему «Геофиты природной флоры Средней Азии и использование их на Украине», успешно защищённая в 1966 году в Институте ботаники Академии наук Украинской ССР. В 1981 году была защищена докторская диссертация на тему «Переселение растений природной флоры Средней Азии и Казахстана на Украину», а в 1989 году Сикуре было присвоено звание профессора ботаники.
С июня 1960 года Иосиф Иосифович Сикура работал младшим научным сотрудником Центрального Республиканского ботанического сада АН УССР (в настоящее время Национальный ботанический сад имени Н. Н. Гришко НАН Украины) в Киеве, где курировал ботанико-географический участок Средней Азии и Казахстана. С 1974 по 1990 годы работал заведующим научным отделом Природной флоры и Научным гербарием Центрального ботанического сада. После распада СССР продолжил работу в Ботаническом саду и занимал должность главного научного сотрудника отдела Природной флоры.
И. И. Сикура создал в Украине школу интродукторов, руководил кандидатскими диссертациями — под его руководством было защищено 15 диссертаций кандидатов наук. С 1 августа 2011 года до конца жизни он работал ректором Закарпатского венгерского института.
Умер 11 декабря 2015 года.
И. И. Сикура был награждён золотой, серебряной и бронзовой медалями ВДНХ СССР, а также офицерским крестом венгерского ордена Заслуг. Он является почетным гражданином венгерского города Ходмезёвашархей.